# 70/00
70/00 è un album di Ron pubblicato nel 2000 in occasione dei trent’anni di carriera. Il disco contiene canzoni di Ron cantate e suonate con Biagio Antonacci, Lucio Dalla, Luna, Gianni Morandi, Jackson Browne, Tosca. 

## Tracce
1. Pa' diglielo a ma' – 3:48
2. Joe temerario – 5:02
3. Al centro della musica – 5:52
4. Chissà se lo sai – 4:53
5. Il gigante e la bambina – 4:58
6. Anima – 4:22
7. Uomini del mondo – 5:27
8. Occhi di ragazza – 4:32
9. Piazza Grande – 3:35
10. Vorrei incontrarti fra cent'anni – 4:45
11. Sono cose che capitano – 5:22
12. Una città per cantare – 4:54
13. Non abbiam bisogno di parole – 4:59
14. Noi – 3:53
15. Non è finito il tempo – 5:05
16. Laggiù – 4:02
17. Una città per cantare (live a Vigevano) – 4:05

## Formazione
- Ron – voce, cori, chitarra acustica
- Lorenzo Poli – basso
- Elio Rivagli – batteria, tamburello
- Pino Di Pietro – tastiera, programmazione, pianoforte, organo Hammond
- Pino Perris – pianoforte
- Chicco Gussoni – chitarra acustica, cori, chitarra elettrica
- Maurizio Fabrizio – pianoforte
- Nadia Biondini, Tony Guerrieri, Marco Colantuoni, Fabio Gangi – cori